# China Southern Airlines
A China Southern Airlines ou, simplesmente, China Southern é a maior empresa aérea da China com sede na cidade de Guangzhou. É membro da SkyTeam Alliance. A China Southern Airlines possui 13 filiais localizadas em toda a China, incluindo: Pequim, Dalian, Guangxi, Hainan, província de Henan, Hubei, Hunan, Heilongjiang, Jilin, Norte, Shenzhen, Zhuhai e Xinjiang Helicopter Company. Cinco filiais exploração estão localizados em Chongqing, Guizhou, Shantou, Xiamen e Zhuhai com 2 bases em Xangai e Xian e 18 de vendas no mercado interno e bilheteiras situadas em toda China, incluindo Chendu, Hangzhou, Nanjing e Taibei. A companhia voa para mais de 80 cidades. na China, os principais destinos são Beijing, Chengdu, Guangzhou, Guilin, Hong Kong, Kunming, Shanghai, Shenzhen e Wuhan. No mercado internacional, são voos para Amsterdão, Bangkok, Tokyo, Fukuoka, Osaka, Hanoi, Ho Chi Minh City, Kuala Lumpur, Penang, Jakarta, Manila, Melbourne, Sydney, Phnom Penh, Seul, Singapura e Los Angeles.

## Histórico
Foi a pioneira na travessia do Pacífico com o Boeing 777.
Em junho de 2002 foi a primeira a receber os 747-400F na China e em janeiro de 2003 absorveu as empresas China Northern e Xinjiang.
Em 2007 passou a All Nippon Airlines e se tornou a maior companhia aérea da Ásia.

## Frota

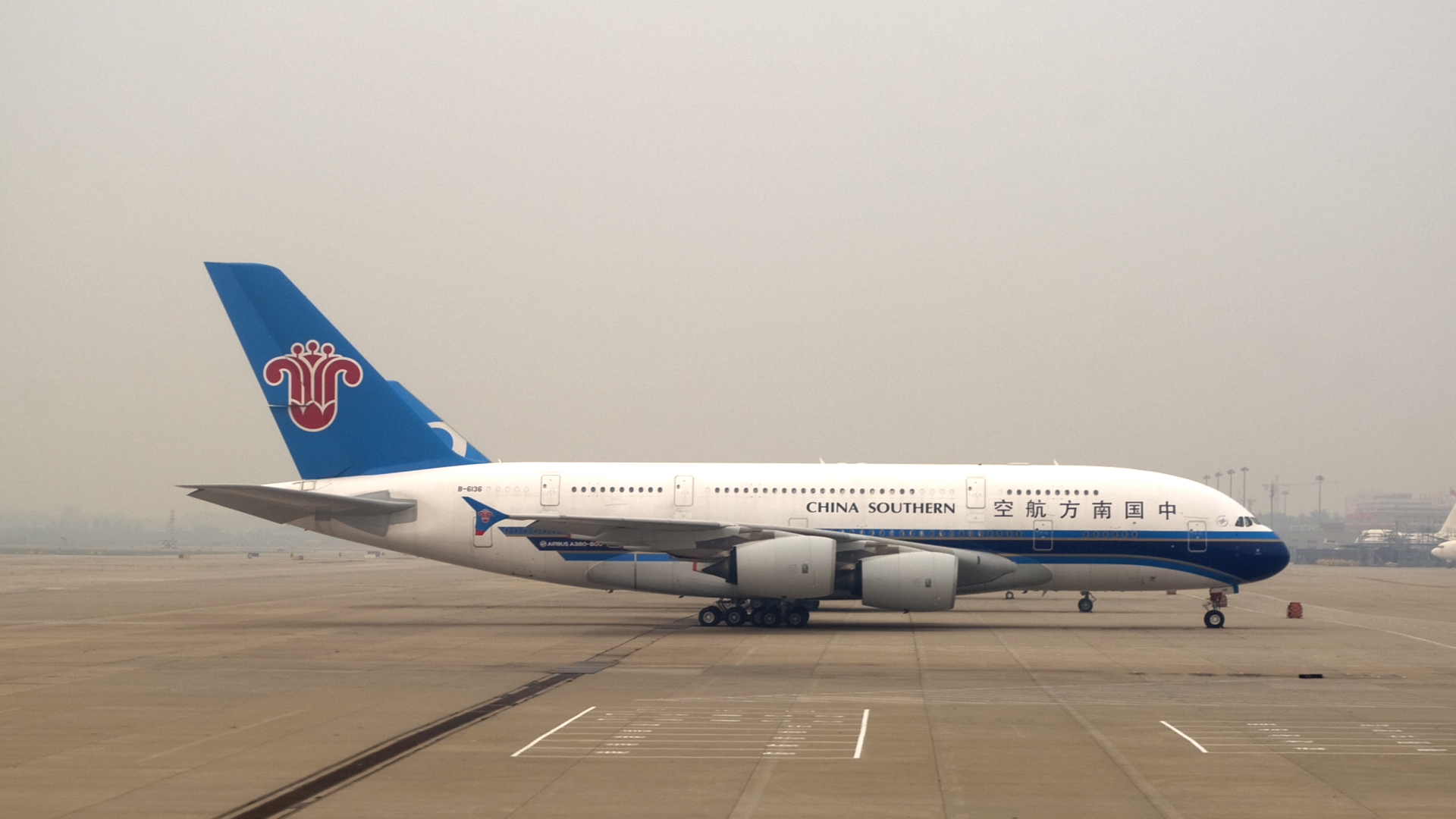
Airbus A380 da China Southern Airlines.

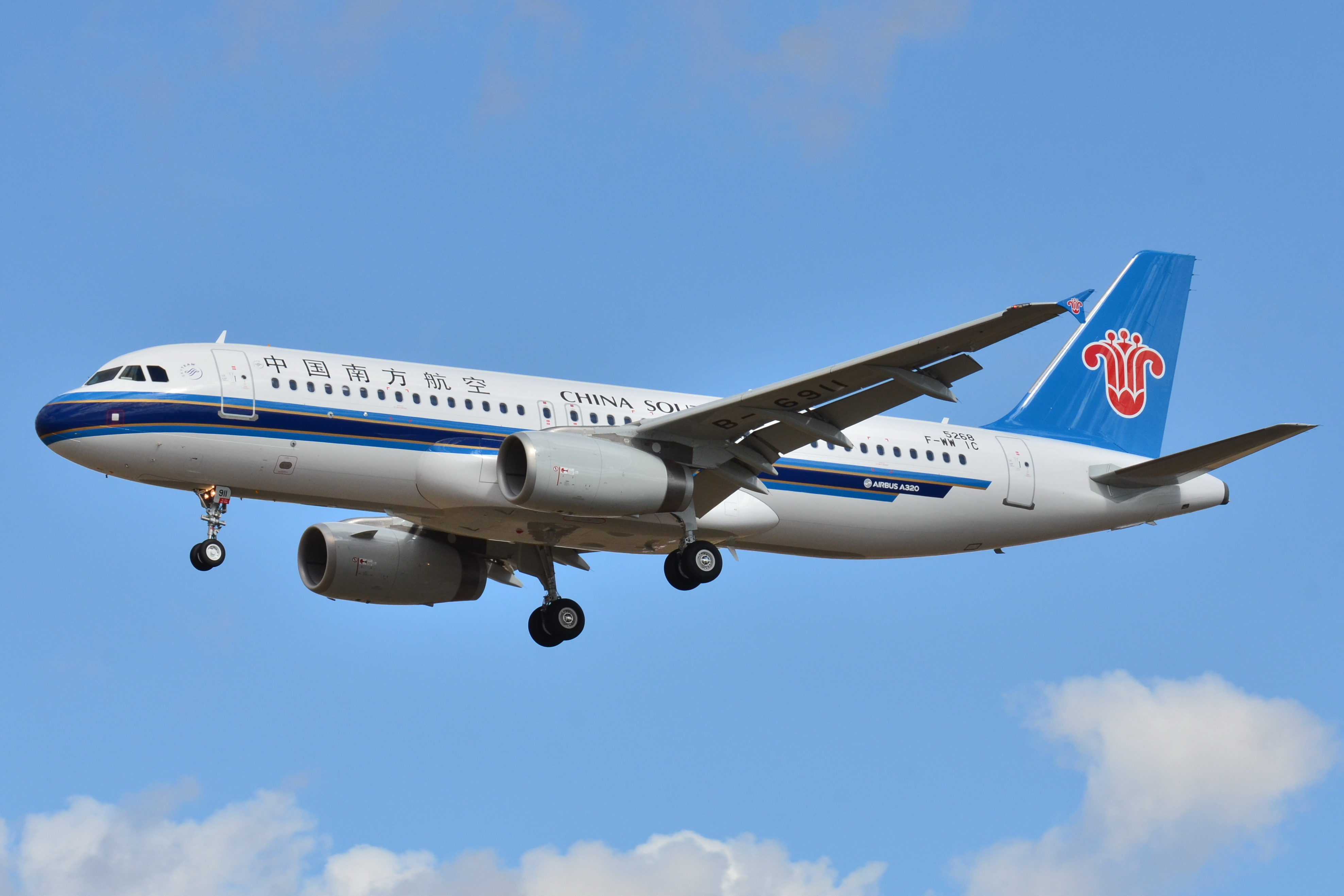
Airbus A320 da China Southern Airlines.

Em 2023 a frota da empresa era composta por.
| Modelo                  | Quantidade | Encomenda | Nota  |
| ----------------------- | ---------- | --------- | ----- |
| Airbus A319-100         | 9          |           |       |
| Airbus A319Neo          | 4          | 9         |       |
| Airbus A320-200         | 104        |           |       |
| Airbus A320Neo          | 48         |           |       |
| Airbus A321-200         | 99         |           |       |
| Airbus A321Neo          | 59         |           |       |
| Airbus A330-200         | 11         |           |       |
| Airbus A330-300         | 26         |           |       |
| Airbus A350-900         | 20         |           |       |
| Airbus A380-800         | 2          |           |       |
| Boeing 737-700          | 23         |           |       |
| Boeing 737-800          | 160        |           |       |
| Boeing 737 MAX 8        | 25         | 30        |       |
| Boeing 777F             | 11         |           | Cargo |
| Boeing 777-300ER        | 16         | 8         |       |
| Boeing 787-8 Dreamliner | 10         |           |       |
| Boeing 787-9 Dreamliner | 20         | 10        |       |
| Comac ARJ-21-700        | 24         |           |       |
| Sikorsky S-92A          | 1          |           |       |
| Total                   | 672        | 57        |       |